# Zináparo
Zináparo es una localidad del estado mexicano de Michoacán de Ocampo, cabecera del municipio homónimo.

## Toponimia
Zináparo es un término de origen chichimeca, cuyo significado es ‘lugar de obsidiana’. Cecilio Robelo, en su obra Toponimia Tarasco-Hispano-Nahoa indica que proviene del purépecha y señala que el significado es ‘lugar de médicos’.

## Historia
Es una población prehispánica, según reconocimientos del gobierno de la Nueva España, su fundación legal ocurrió en 1613, y fue conocido con el nombre de San Juan. En 1822, era una congregación de arrieros y vicaría de La Piedad. En 1863, dejó de considerarse tenencia y se erigió como municipalidad, agregándose al distrito de La Piedad. En 1894, se eliminó su categoría de municipio de acuerdo con la ley territorial de ese año. En 1903, se le otorga nuevamente la categoría de municipio, siendo la localidad su cabecera.

## Geografía
La ciudad de Zináparo se encuentra aproximadamente en la ubicación 20°10′13″N 102°0′4″O / 20.17028, -102.00111, a una altitud de 1857 m s. n. m., y a una distancia de 145 km de la capital del Estado. La zona urbana ocupa una superficie de 4.461 km².

## Demografía
Según los datos registrados en el censo de 2020, la población de Zináparo es de 2028 habitantes, lo que representa un crecimiento promedio de 0.37 % anual en el período 2010-2020 sobre la base de los 1956 habitantes registrados en el censo anterior. Al año 2020 una densidad poblacional era de 454,6 hab/km².
| Gráfica de evolución demográfica de Zináparo entre 2000 y 2020    |
|                                                                   |
| Fuente: Instituto Nacional de Estadística Geografía e Informática |

En 2020 el 47.8 % de la población (970 personas) eran hombres y el 52.2 % (1058 personas) eran mujeres. El 62.4 % de la población (1265 personas), tenía edades comprendidas entre los 15 y los 64 años.
La población de Zináparo está mayoritariamente alfabetizada (4.04 % de personas mayores de 15 años analfabetas, según relevamiento del año 2020), con un grado de escolaridad en torno a los 8 años.  El 97.5 % de los habitantes de Zináparo profesa la religión católica.
En el año 2010 estaba clasificada como una localidad de grado bajo de vulnerabilidad social. Según el relevamiento realizado, 900 personas de 15 años o más no habían completado la educación básica —carencia conocida como rezago educativo— y 942 personas no disponían de acceso a la salud.

## Economía
Las principales actividades económicas de la población son la agricultura, el comercio y la alfarería.

## Monumentos históricos
- Templo de San Juan Bautista